# إرنست آدم
إرنست آدام Ernst Adam (1879 - 1919) هو كاتب ألماني.
ولد ونشأ في مدينة جيلزنكيرشن، والتحق بالمدرسة المهنية بها ثم عمل لمدة عامين في مصانع في منطقة الرور الصناعية. ثم التتحق بالكلية التقنية في دارمشتات، وكان يحضر بجانب الدراسة محاضرات فكرية واقتصادية. ثم انقطع عن الدراسة وبدأ يعمل في السنوات اللاحقة صحفيا وكاتب حرا في جيلزنكيرشن وإسن.
ألف عددا من القصص التي تدور أحداث معظمها في بيئة العمال في مجال المناجم في الرور.
من أعماله: الحب الوحشي 1904 - سحر المروج وحب الفتيات 1905 - العمل والحب 1910.